# Perdidos en la tribu (Argentina)
Perdidos en la tribu fue un docu-reality de televisión argentino, producido por Cuatro Cabezas para Telefe. En donde tres familias, tres tribus primitivas y tres destinos desconocidos que se convertirán en la aventura de sus vidas. Un programa en el que tres familias argentinas abandonarán su civilizada vida para, sin saberlo, vivir en algunas de las tribus más antiguas del mundo. Allí deberán adaptarse a las primitivas formas de vida de sus anfitriones, desenvolverse en un entorno salvaje y convivir durante un tiempo con completos desconocidos.
Es la versión local del reality español Perdidos en la tribu. Fue conducido por Mariano Peluffo y se comenzó a emitir el lunes 23 de abril de 2012, todos los lunes 22:15 horas.
En 2013 se estrenó Perdidos en la ciudad, un spin-off donde en lugar de ser las familias las que se trasladan a otro continente, las tribus son las que visitan Argentina para aprender cómo es la sociedad occidental y aprender las costumbres argentinas.

## Formato
En la primera temporada participan las tribus Mentawai de las Islas Mentawai, Himba de Namibia y los Hamer de Etiopía. Finalmente las 3 familias que participaron en esta temporada fueron aceptadas llevándose por ende $ 100.000 cada una de ellas.
Luego de un mes de convivencia, las tres familias (los Moreno, los Villoslada y los Funes) se repartieron los 300 mil pesos en juego. Fueron aceptadas llevándose 100 mil pesos de premio cada una. El objetivo del docu-reality era que estas tres familias logren adaptarse y sean aceptadas por los nativos. No sólo todos fueron aceptados por los respectivos grupos sino que además se mostró el fuerte vínculo emocional que se estableció entre los argentinos y los habitantes de las tribus de Namibia, Indonesia y Etiopía, a pesar de todas las diferencias. 
Después de la emotiva despedida de los nativos, las familias fueron llevadas a un hotel donde los esperaban con comidas típicas del lugar. Allí volvieron a bañarse después de 30 días. 
Ya en Argentina, Mariano Peluffo visitó en sus respectivas casas a los participantes, para que contaran la experiencia vivida. Todos coincidieron en un cambio radical en sus vidas y el hecho de haber podido aprender ciertos valores que superaron a los de su vida cotidiana. Las tres familias reunidas en sus respectivos hogares vieron por últimas vez a los Hammer, a los Mentawai, y a los Himba, en un video donde los nativos dejaron sus saludos finales. Tras esto, recibieron el premio de los 100 mil pesos.

## Perdidos en la tribu (2012)

### Las familias y las tribus

#### Familia Funes y losMentawai
| Familia Funes   | Familia Funes           | Familia Funes | Familia Funes | Familia Funes |
| Nombre          | Ocupación               | Edad          | Residencia    | Nota          |
| --------------- | ----------------------- | ------------- | ------------- | ------------- |
| Eduardo Funes   | Ingeniero Agrónomo      | 49 años       | Buenos Aires  | Padre         |
| Nancy Scalia    | Astróloga               | 54 años       | Buenos Aires  | Madre         |
| Gaspar Funes    | Estudiante              | 19 años       | Buenos Aires  | Hijo/Hermano  |
| Francisco Funes | Estudiante de Agronomía | 23 años       | Buenos Aires  | Hijo/Hermano  |
| Juan Funes      | Estudiante de Medicina  | 25 años       | Buenos Aires  | No viajó      |

Esta familia convivirá con los Mentawai que constituyen una de las tribus más fascinantes del mundo. Viven en la profundidad de la jungla indonesa de la isla de Siberut. Mantienen costumbres ancestrales y viven en clanes en torno a una casa alargada llamada Uma. También se les conoce como los hombres flores por los coloreados adornos que utilizan. Se alimentan de sagu, un árbol muy abundante en su zona, cazan y pescan. Aunque uno de sus manjares son las larvas vivas. Los hechiceros ("chamanes") tienen un importante peso en esta sociedad. Están en contacto con los espíritus y cuentan con extensísimos conocimientos sobre plantas medicinales para curar a los heridos. Fuman constantemente tabaco salvaje.
- Destino:  Indonesia

#### Familia Moreno y losHamer
| Familia Moreno   | Familia Moreno     | Familia Moreno | Familia Moreno | Familia Moreno |
| Nombre           | Ocupación          | Edad           | Residencia     | Nota           |
| ---------------- | ------------------ | -------------- | -------------- | -------------- |
| Guillermo Moreno | Remisero Ejecutivo | 52 años        | Buenos Aires   | Padre          |
| Lila Patrini     | Maestra jardinera  | 50 años        | Buenos Aires   | Madre          |
| Alan Moreno      | Estudiante         | 17 años        | Buenos Aires   | Hijo/Hermano   |
| Lucas Moreno     | Estudiante         | 17 años        | Buenos Aires   | Hijo/Hermano   |
| Nicole Moreno    | Estudiante         | 17 años        | Buenos Aires   | Hija/Hermana   |
| Aldana Moreno    | Estudiante         | 17 años        | Buenos Aires   | Hija/Hermana   |

Esta familia convivirá los Hamer que son una tribu africana que vive en el sur de Etiopía. Son considerados como uno de los pueblos más tradicionales del país y se dedican básicamente a la agricultura y al pastoreo. Se caracterizan por sus elaborados peinados, decoración y marcas corporales, pintando su cuerpo de muchos colores y vistiendo montones de abalorios, tanto hombres como mujeres. La decoración de cada individuo refleja su estatus social: cazadores, guerreros, mujeres principales, etc. Los hamer son polígamos.
- Destino:  Etiopía

#### Familia Villoslada y losHimba
| Familia Villoslada | Familia Villoslada             | Familia Villoslada | Familia Villoslada | Familia Villoslada |
| Nombre             | Ocupación                      | Edad               | Residencia         | Nota               |
| ------------------ | ------------------------------ | ------------------ | ------------------ | ------------------ |
| Rubén Villoslada   | Empresario                     | 51 años            | Buenos Aires       | Padre              |
| Laura Adami        | Empresaria                     | 44 años            | Buenos Aires       | Madre              |
| Brenda Villoslada  | Estudiante de Producción de TV | 17 años            | Buenos Aires       | Hija/Hermana       |
| Nayla Villoslada   | Estudiante de Odontología      | 19 años            | Buenos Aires       | Hija/Hermana       |

Esta familia convivirá con los Himba que tienes costumbres muy peculiares. Las mujeres himba tienen completamente prohibido lavarse, desde que nacen hasta su muerte. Sin embargo, cuidan minuciosamente su cuerpo. Lo cubren de una grasa color rojizo que les protege del clima del desierto, impide que se quemen por el sol y mantiene su piel suave y sin imperfecciones. Los himba veneran el fuego, son polígamos y construyen sus casas con excremento de vaca. En el poblado, los escorpiones pueden convertirse en un invitado muy habitual.
- Destino:  Namibia

#### Tabla de resultados
| Familia    | Residencia   | Tribu    | Localización | Decisión final | Premio   |
| ---------- | ------------ | -------- | ------------ | -------------- | -------- |
| Funes      | Villa Devoto | Mentawai | Indonesia    | Aceptados      | $100.000 |
| Moreno     | Beccar       | Hamer    | Etiopía      | Aceptados      | $100.000 |
| Villoslada | Tapiales     | Himba    | Namibia      | Aceptados      | $100.000 |

- Presentador: Mariano Peluffo

## Audiencia
Según el grupo IBOPE (Argentina), en su debut promedio de 24.4 puntos de índice de audiencia (con picos de 26.4 puntos), venciendo a su competidor directo "Soñando por Cantar" (El Trece). 
| Lunes  | 23 de abril | Capítulo 1     | 24.4 | 3.124.859 | Sí | Segundo | [ 7 ]  |
| Martes | 1 de mayo   | Capítulo 2     | 20.2 | 2.586.974 | Sí | Segundo | [ 8 ]  |
| Lunes  | 7 de mayo   | Capítulo 3     | 21.2 | 2.715.042 | No | Cuarto  | [ 9 ]  |
| Lunes  | 14 de mayo  | Capítulo 4     | 21.1 | 2.702.235 | Si | Tercero | [ 10 ] |
| Lunes  | 21 de mayo  | Capítulo 5     | 23.2 | 2.971.178 | Si | Segundo | [ 11 ] |
| Lunes  | 28 de mayo  | Capítulo 6     | 20.2 | 2.586.974 | No | Cuarto  | [ 12 ] |
| Lunes  | 4 de junio  | Capítulo 7     | 20.9 | 2.676.621 | Sí | Tercero | [ 13 ] |
| Lunes  | 11 de junio | Capítulo 8     | 15.6 | 1.997.861 | No | Quinto  | [ 14 ] |
| Lunes  | 18 de junio | Capítulo 9     | 16.4 | 2.100.315 | No | Quinto  | [ 15 ] |
| Lunes  | 25 de junio | Capítulo 10    | 17.4 | 2.228.383 | No | Cuarto  | [ 16 ] |
| Lunes  | 2 de julio  | Capítulo 11    | 16.8 | 2.151.542 | No | Cuarto  | [ 17 ] |
| Lunes  | 9 de julio  | Capítulo 12    | 16.1 | 2.061.895 | No | Cuarto  | [ 18 ] |
| Lunes  | 16 de julio | Capítulo 13    | 16.9 | 2.164.349 | No | Cuarto  | [ 19 ] |
| Lunes  | 23 de julio | Capítulo 14    | 19.1 | 2.446.099 | No | Tercero | [ 20 ] |
| Lunes  | 30 de julio | Capítulo Final | 21.3 | 2.727.848 | No | Tercero | [ 21 ] |

     Emisión más vista.

     Emisión menos vista.

- La audiencia media es de 19.4 puntos de Índice de audiencia.

## Premios y nominaciones
| Año  | Premio       | Categoría             | Resultado |
| ---- | ------------ | --------------------- | --------- |
| 2012 | Premios Tato | Reality / Docureality | Ganador   |